# 町田市立忠生中学校
町田市立忠生中学校（まちだしりつ ただおちゅうがっこう）は、東京都町田市忠生三丁目にある公立中学校。
2023年4月現在の学級数は特別支援級6学級含め25学級、全校生徒731人である。

## 沿革
- 1947年（昭和22年）4月1日 - 東京都南多摩郡忠生村立忠生中学校として開校[2]
- 1958年（昭和33年）2月1日 - 現校名に名称変更
- 1968年（昭和43年）3月31日 - 町田市立町田第三中学校新設により、1年生と2年生計200人が転出
- 1980年（昭和55年）4月1日 - 心身障がい学級開設
- 1983年（昭和58年）2月15日 - 忠生中事件が発生
- 1983年（昭和58年）3月1日 - 町田市立木曽中学校新設により、1年生と2年生計215人が転出
- 1984年（昭和59年）3月31日 - 町田市立小山田中学校新設により、1年生と2年生計215人が転出
- 1985年（昭和60年）11月10日 - 同窓会設立総会
- 1993年（平成5年）9月3日 - 体育館、プール改築落成式
- 1994年（平成6年）8月25日 - 全国中学校新体操選手権大会団体の部優勝
- 2005年（平成17年）10月31日 - 北校舎耐震補強及び大規模改修工事完了
- 2006年（平成18年）10月31日 - 南校舎耐震補強及び大規模改修工事完了
- 2007年（平成19年）
  - 4月1日 - 新体育着導入
  - 10月31日 - 開校60周年記念式典開催
- 2012年（平成24年）3月31日 - 町田市立小山中学校新設により、1年生と2年生計55人が転出
- 2013年（平成25年）4月1日 - 新標準服導入
- 2015年（平成27年）3月10日 - 体育館楝非構造部材耐震工事完了
- 2017年（平成29年）
  - 11月2日 - 開校70周年記念式典開催
  - 11月10日 - 5校合同創立70周年記念式典開催

## 校歌
町田市立忠生中学校校歌
- 作詞 - 薄井薫
- 作曲 - 野村茂
- 編曲 - 小山昌夫

## 教育目標
以下の教育目標が掲げられている。

## 通学区域
学区は、町田市ウェブサイト（2023年7月14日最終更新）に依った。
全域が学区となる地域
図師町
根岸町
根岸1丁目〜2丁目
矢部町
忠生1丁目, 4丁目
一部区画が学区となる地域
木曽西5丁目
山崎町
忠生2丁目, 3丁目
下小山田町

## 学区内の主な施設
- 町田市立忠生小学校
- 町田市立図師小学校
- 東京都立町田工科高等学校
- 桜美林大学 町田キャンパス
- 桜美林中学校・高等学校
- 町田消防署忠生出張所
- 町田警察署忠生地区交番

## 学校の統合
町田市教育委員会では「町田市新たな学校づくり推進計画」に基づいて、2040年度までに市内の市立小学校・中学校を統合・建替えをする予定である。この影響を受け、本校も2037年度に町田市立小山田中学校と統合する予定。
2037年度から2039年度までは小山田中学校既存校舎と仮設校舎を使用し、この期間で本校敷地に新校舎を建設する。
学校統合後の新校舎は、2040年度から使用される計画となっている。

## 交通
JR東日本横浜線の淵野辺駅か町田駅で下車し、そこからバスでの移動が必要になる。
淵野辺駅からの場合、淵野辺駅北口バス停から神奈川中央交通バスの野津田車庫行きか登戸駅行き、鶴川駅行きに乗車し、根岸バス停で下車。保健所入口経由町田バスセンター行きに乗車する場合は、下根岸バス停で下車。
町田駅からの場合、町田バスセンターバス停から神奈川中央交通バスの野津田車庫行きか多摩丘陵リハビリテーション病院行き、小山田行き、市立室内プール行きに乗車し、根岸バス停で下車。その他、保健所入口経由淵野辺駅北口行き、橋本駅北口行き、市立室内プール経由野津田車庫行きに乗車する場合は、下根岸バス停で下車。
根岸バス停から中学校までは徒歩1分程度。下根岸バス停から中学校までは徒歩3分程度。

## 著名な出身者
- 春畑道哉（1982卒） - 音楽家